# Xylonaeus fallax
Xylonaeus fallax är en skalbaggsart som först beskrevs av Sylvain Auguste de Marseul 1856.  Xylonaeus fallax ingår i släktet Xylonaeus och familjen stumpbaggar. Inga underarter finns listade i Catalogue of Life.